# Кірстен Венцель
Кірстен Венцель (нім. Kirsten Wenzel, 27 лютого 1961) — німецька академічна веслувальниця.
Олімпійська чемпіонка 1980 року в складі розпашної четвірки зі стерновою.
Чемпіонка світу 1978 року в складі розпашної четвірки зі стерновою, срібна призерка 1979, 1981 років у складі розпашної четвірки зі стерновою, бронзова призерка 1982, 1983 років у складі вісімки.